# Rabkavi Banhatti
Rabkavi Banhatti é uma cidade e uma city municipal council no distrito de Bagalkot, no estado indiano de Karnataka.

## Demografia
Segundo o censo indiano de 2001, Rabkavi Banhatti tinha uma população de 70 242 habitantes. Os indivíduos do sexo masculino constituem 51% da população e os do sexo feminino 49%. Rabkavi Banhatti tem uma taxa de literacia de 58%, inferior à média nacional de 59,5%: a literacia no sexo masculino é de 67% e no sexo feminino é de 49%. Em Rabkavi Banhatti, 13% da população está abaixo dos 6 anos de idade.